# Moussa Marega
Moussa Marega (Les Ulis, Essonne, Francia, 14 de abril de 1991) es un futbolista franco-maliense que juega como delantero en el Al-Diriyah Club de la Primera División Saudí.

## Trayectoria

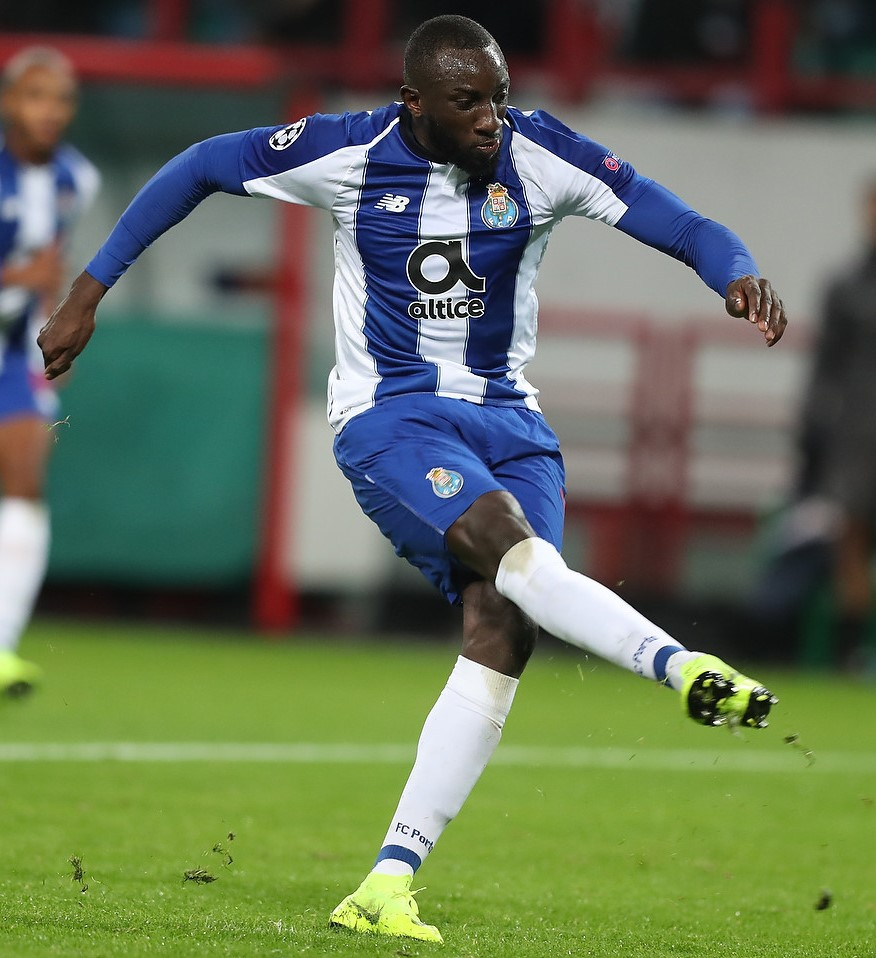
Marega en Porto

### Club
En la temporada 2011-12 jugando con la Evry, en la sexta serie francesa; final del año va a la Vendée Poiré-sur-Vie, en la tercera serie; A continuación, las puntuaciones de 5 goles en 31 partidos de liga y una red en un partido en la Copa de Francia, y se vendió en la temporada all'Amiens finales, militantes equipo a su vez en el Championnat National, que Marega durante la temporada 2013-2014, así para jugar 3 partidos en la Copa de la Liga marca 9 goles en 33 partidos de liga. En el verano de 2014 pasa all'Esperance, en Túnez; en enero de 2015 en lugar de eso es para el equipo Marítimo de la serie más altos de Portugal, que termina la temporada 2014-2015 anotando un gol en dos apariciones en la Copa de la Liga de Portugal (en la que su equipo llegó a la final, perdiendo ella) y 7 redes 14 partidos en la liga. 
El 1 de febrero de 2015 firmó un contrato de tres años y medio con equipo portugués C. S. Marítimo. Fue confirmado por el equipo portugués para la temporada 2015-16, en la que anota 5 goles en 15 apariciones antes de trasladarse a Porto en enero de 2016. 
Tras varios años en Portugal, de cara a la temporada 2021-22 se marchó del país para jugar en el Al-Hilal Saudi F. C. En dos años disputó 75 partidos en los que anotó 25 goles y conquistó cuatro títulos. Al inicio de la tercera campaña empezó a entrenar al margen del resto de compañeros y en agosto llegó a un acuerdo para rescindir su contrato. El mes siguiente aterrizó en los Emiratos Árabes Unidos después de firmar por el Sharjah F. C. Esta experiencia duró una única temporada y en agosto de 2024 regresó a Arabia Saudita para jugar en el Al-Diriyah Club.

## Selección nacional
El 25 de marzo de 2015 hizo su debut internacional para Malí, en un amistoso contra Gabón.

## Estadísticas

### Selección nacional
Actualizado al último partido jugado el 8 de julio de 2019.
| Selección     | Año   | Eliminatorias | Eliminatorias | Continental(1) | Continental(1) | Mundial(2) | Mundial(2) | Amistosos | Amistosos | Total | Total | Media goleadora |
| Selección     | Año   | Part.         | Goles         | Part.          | Goles          | Part.      | Goles      | Part.     | Goles     | Part. | Goles | Media goleadora |
| ------------- | ----- | ------------- | ------------- | -------------- | -------------- | ---------- | ---------- | --------- | --------- | ----- | ----- | --------------- |
| Absoluta Mali |       |               |               |                |                |            |            |           |           |       |       |                 |
| 2015          | 3     | 0             | —             | —              | —              | —          | 2          | 0         | 5         | 0     | 0     |                 |
| 2016          | 4     | 1             | —             | —              | —              | —          | 0          | 0         | 4         | 1     | 0,25  |                 |
| 2017          | 2     | 0             | 3             | 0              | —              | —          | 0          | 0         | 5         | 0     | 0     |                 |
| 2018          | 4     | 1             | —             | —              | —              | —          | —          | —         | 4         | 1     | 0,25  |                 |
| 2019          | —     | —             | 4             | 1              | —              | —          | 2          | 0         | 6         | 1     | 0,17  |                 |
| Total         | 13    | 2             | 7             | 1              | 0              | 0          | 4          | 0         | 24        | 3     | 0,13  |                 |
| Total         | Total | 13            | 2             | 7              | 1              | 0          | 0          | 4         | 0         | 24    | 3     | 0,13            |

## Palmarés

### Títulos nacionales
| Título                      | Club                 | País           | Año  |
| --------------------------- | -------------------- | -------------- | ---- |
| Primeira Liga               | F. C. Porto          | Portugal       | 2018 |
| Supercopa de Portugal       | F. C. Porto          | Portugal       | 2018 |
| Primeira Liga               | F. C. Porto          | Portugal       | 2020 |
| Copa de Portugal            | F. C. Porto          | Portugal       | 2020 |
| Supercopa de Portugal       | F. C. Porto          | Portugal       | 2020 |
| Supercopa de Arabia Saudita | Al-Hilal Saudi F. C. | Arabia Saudita | 2021 |
| Liga Profesional Saudí      | Al-Hilal Saudi F. C. | Arabia Saudita | 2022 |
| Copa del Rey de Campeones   | Al-Hilal Saudi F. C. | Arabia Saudita | 2023 |

### Títulos internacionales
| Título                      | Club                 | País           | Año  |
| --------------------------- | -------------------- | -------------- | ---- |
| Liga de Campeones de la AFC | Al-Hilal Saudi F. C. | Arabia Saudita | 2021 |